# Leuciscus lehmanni
Leuciscus lehmanni är en fiskart som beskrevs av Brandt 1852. Leuciscus lehmanni ingår i släktet Leuciscus och familjen karpfiskar. Inga underarter finns listade i Catalogue of Life.